# Шведы

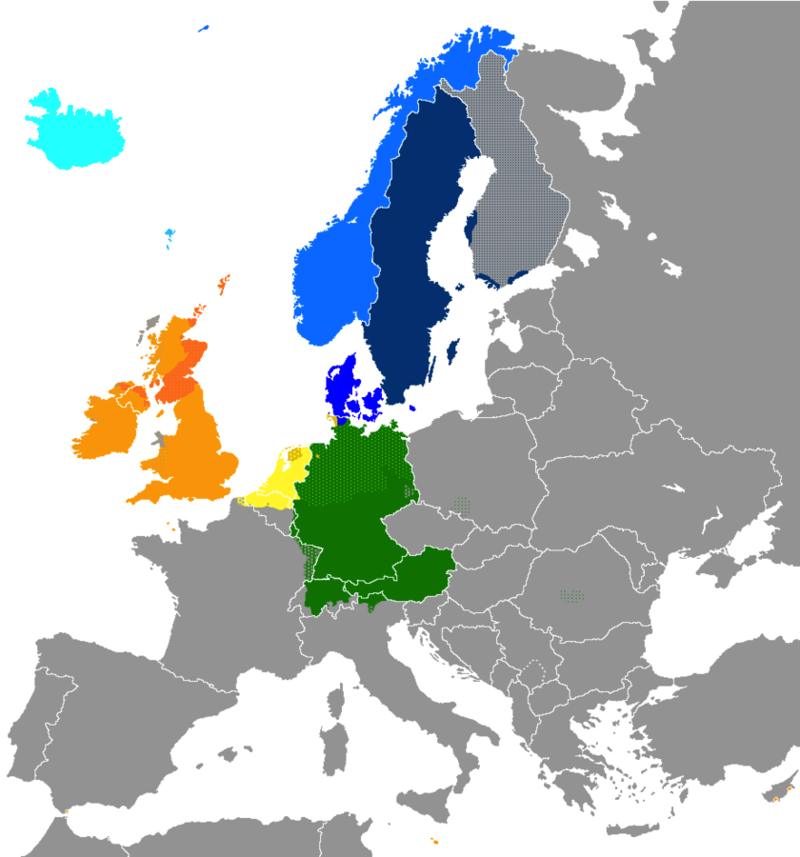
Современное распространение германских языков в Европе:
Северогерманские языки
Исландский
Фарерский
Норвежский
Шведский
Датский
Западногерманские языки
Скотс
Английский
Фризский
Нидерландский
Нижненемецкий язык
Немецкий
Точками обозначены области, где распространено многоязычие.

Шве́ды (швед. svenskar) — этническая группа, народ и нация, говорящая на шведском языке, основное население Швеции. Численность — около 15 млн человек. В самой Швеции проживает ок. 9,5 млн человек (2011). Значительное шведское меньшинство проживает в США (4,5 млн) и Канаде (341 тыс.).
Государство шведов сложилось на основе объединения на рубеже I—II тысячелетий н. э. гётов и свеев (основных групп племён). От названия последней племенной группы произошло русское название страны — Швеция. Большинство шведов являются прихожанами Церкви Швеции, входящей во Всемирную лютеранскую федерацию.

## Язык
Шведский язык относится к германской группе (скандинавской подгруппе) индоевропейских языков. Ближе всего он к датскому и норвежскому. Выделяются несколько групп диалектов — центрально-шведская, ётская и норланская в Швеции, гутнийская на о. Готланд, восточно-шведская в Финляндии.

## Этническая история

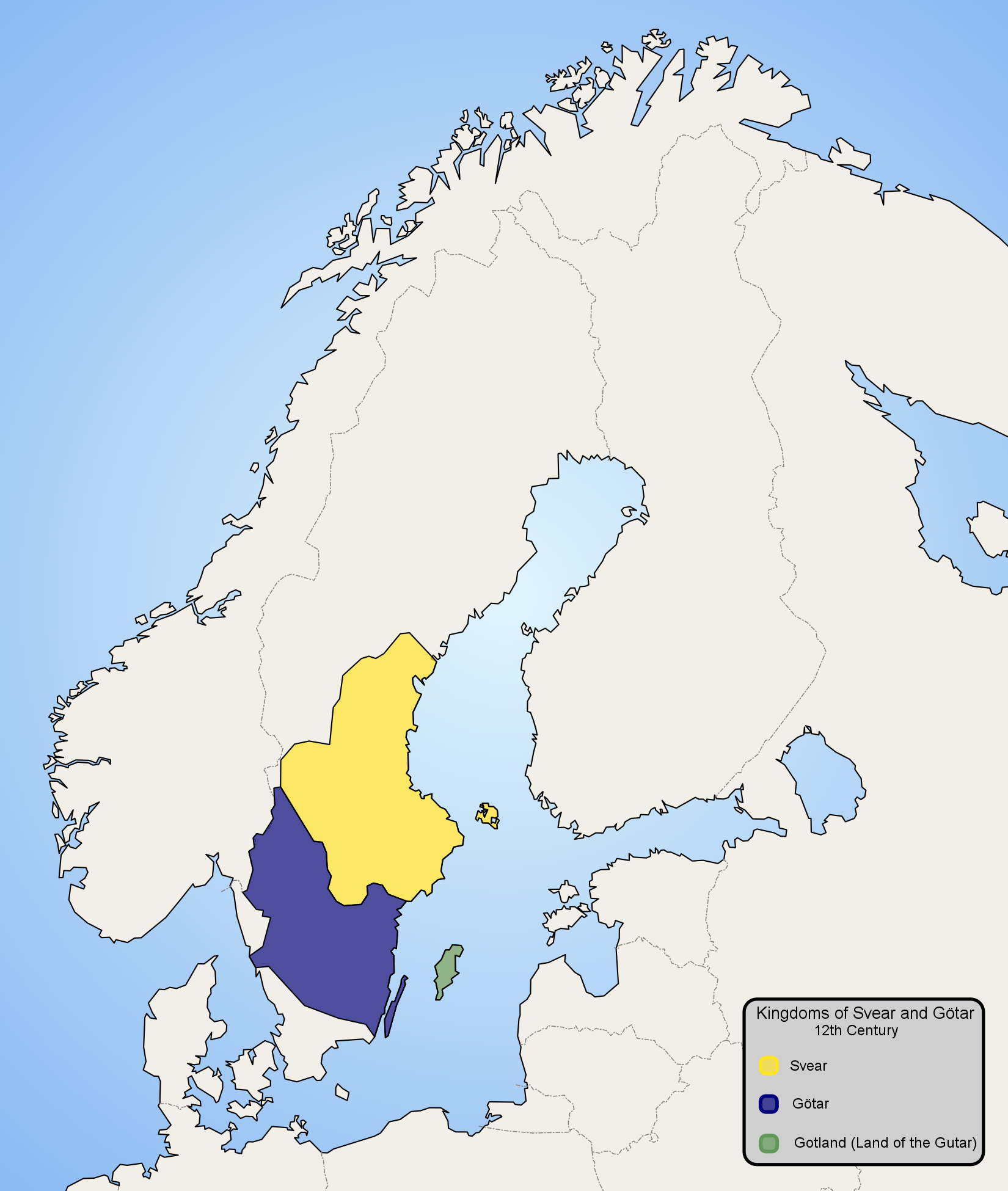
Швеция в IX веке. Свеаланд в жёлтом, Гёталанд в синем и Готланд в зелёном.
Свеи
Гёты
Гуты (готландцы)

В этногенезе шведов основную роль играли гёты (ёты) и свеи, названия которых произошло название страны. В этногенезе шведов участвовали также восточные славяне, финны и саамы. Древнейшие письменные памятники шведов относят к IX в. В XI—XII вв. с образованием государства началась консолидация нации. В эпоху викингов (IX—XI вв.) предки шведов совершали походы на территорию современной Финляндии, а также участвовали в усобных войнах на Руси, где они служили в основном как наёмные воины.
Их маршруты проходили через Днепр вниз на юг в Константинополь, на который они совершали многочисленные набеги. Византийский император Феофил заметил их отличные навыки в войне и пригласил их служить личной охраной, известной как варяжская гвардия. Арабский путешественник Ибн Фадлан описал этих викингов следующим образом:
Я видел русь, когда они ходили в свои торговые походы и стояли у Итиля. Я никогда не видел более совершенных физических образцов, высоких как финиковые пальмы, белокурых и румяных; они не носят ни туники, ни кафтаны, но мужчины носят одежду, которая закрывает одну сторону тела и оставляет руку свободной. У каждого человека есть топор, меч и нож, и он всегда держит его при себе. Мечи широкие и рифлёные, франкского типа.

В XIV—XV в. Швеция входила в Кальмарскую унию наряду с Норвегией и Данией (под властью Дании).
С 1521 года обрела независимость и боролась за господство на Балтике. Потерпела поражение в Северной войне в 1700—1721 гг.

## Хозяйство и культура

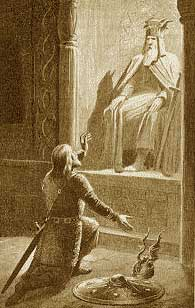
Эрик VI Победоносный молится Одину; иллюстрация 1895 г. Йенни Нюстрём.

Современное население Швеции занято в основном в высокоразвитой промышленности и сфере обслуживания. Преобладает городское население.
Традиционная отрасль сельского хозяйства — мясо-молочное животноводство. Развито рыболовство, лесное хозяйство, традиционные промыслы (производство сельскохозяйственного инвентаря, рыболовных снастей, бондарство). Из художественных ремёсел развито ювелирное, резьба и роспись по дереву, ткачество, плетение кружев, изготовление изделий из кожи и меха.
Традиционное поселение — хутор или небольшая деревня. Жилище трёхкамерное, срубное, имеет 2 помещения и сени в середине. Во дворе — двухкамерная клеть и амбар. Хозяйственные постройки украшаются резьбой. В южной Швеции преобладают каркасные, фахверковые постройки. В середине — жилые помещения, по бокам — кладовые. Для отопления и приготовления пищи используется плита, для выпечки хлеба — духовая печь, используется также камин. Традиционная шведская архитектура значительно повлияла на современную шведскую загородную архитектуру.
Народный костюм у мужчин — льняная рубаха со стоячим воротником, шерстяная куртка с двумя рядами пуговиц, жилет из сукна или замши, штаны до колен, чулки, вязаные шапки-колпаки и валяные или фетровые шляпы. Праздничная одежда украшается кружевом и вышивкой. Женщины носят рубахи из белого холста с длинными рукавами, льняные блузы, вышитые на груди и по вороту, корсажи, юбки с фартуком, наплечные платки, пояса с карманами. Из обуви — туфли и Деревянные башмаки (швед. träsko). В 1903 году художницей Мартой Ёргенсен на основе множества народных костюмов со всех краёв Швеции был создан единый национальный костюм, окрашенный в цвет шведского флага — синий и жёлтый и украшенный вышивкой в виде цветов. Этот костюм, равно как и собственно народные костюмы используется на праздниках.
Традиционные блюда по праздникам — рисовая каша с изюмом, жареный гусь, яблочный пирог, сладкое пиво, копчёности, печенье. Крестьяне пекут караваи из ржаной муки, лепёшки из ржаной или ячменной муки.
Фольклор: сказки, легенды, баллады, песни, танцы. Мифология шведов — общая с мифологией других германских народов.

## Праздники

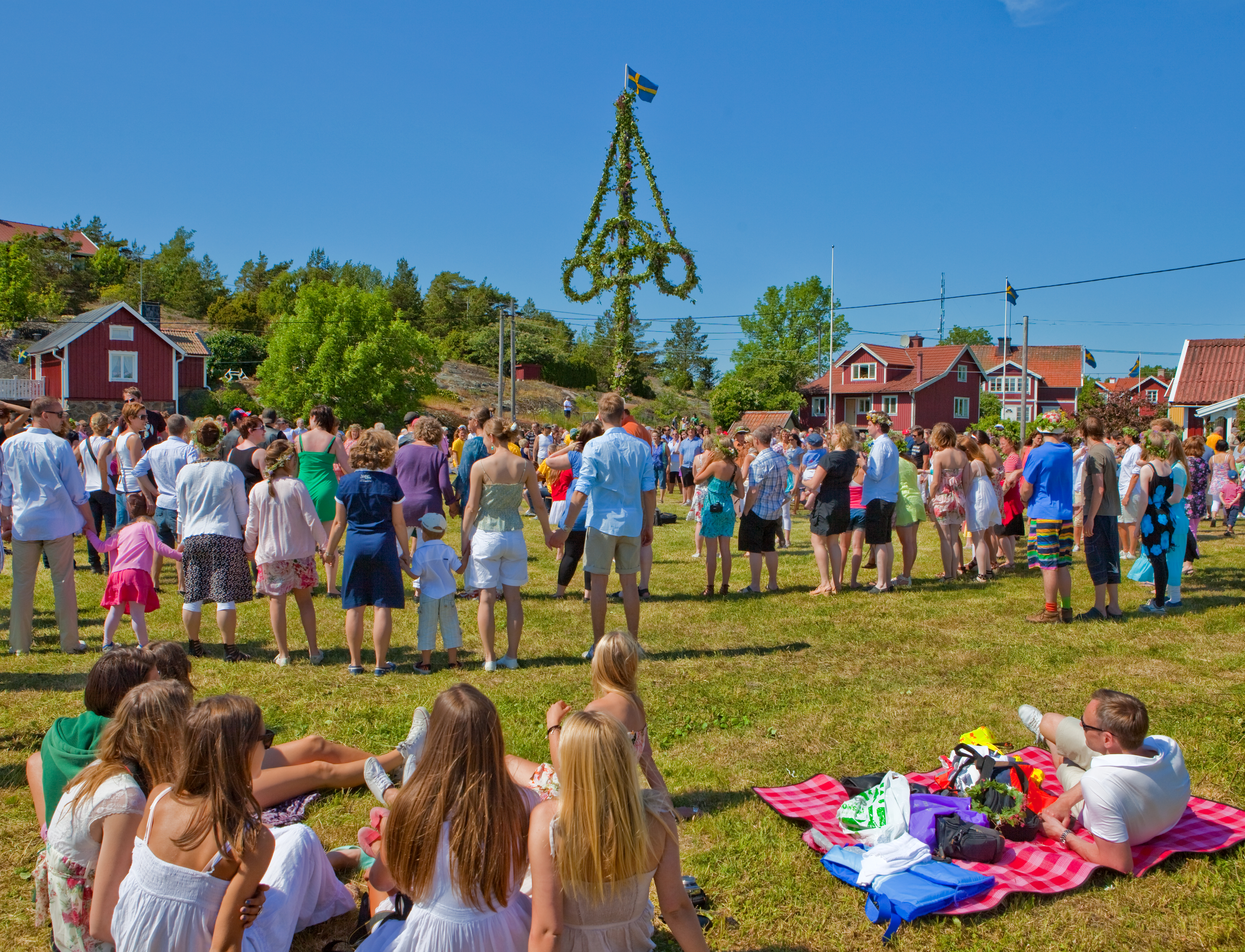
Празднование Мидсоммара в 2010 г.

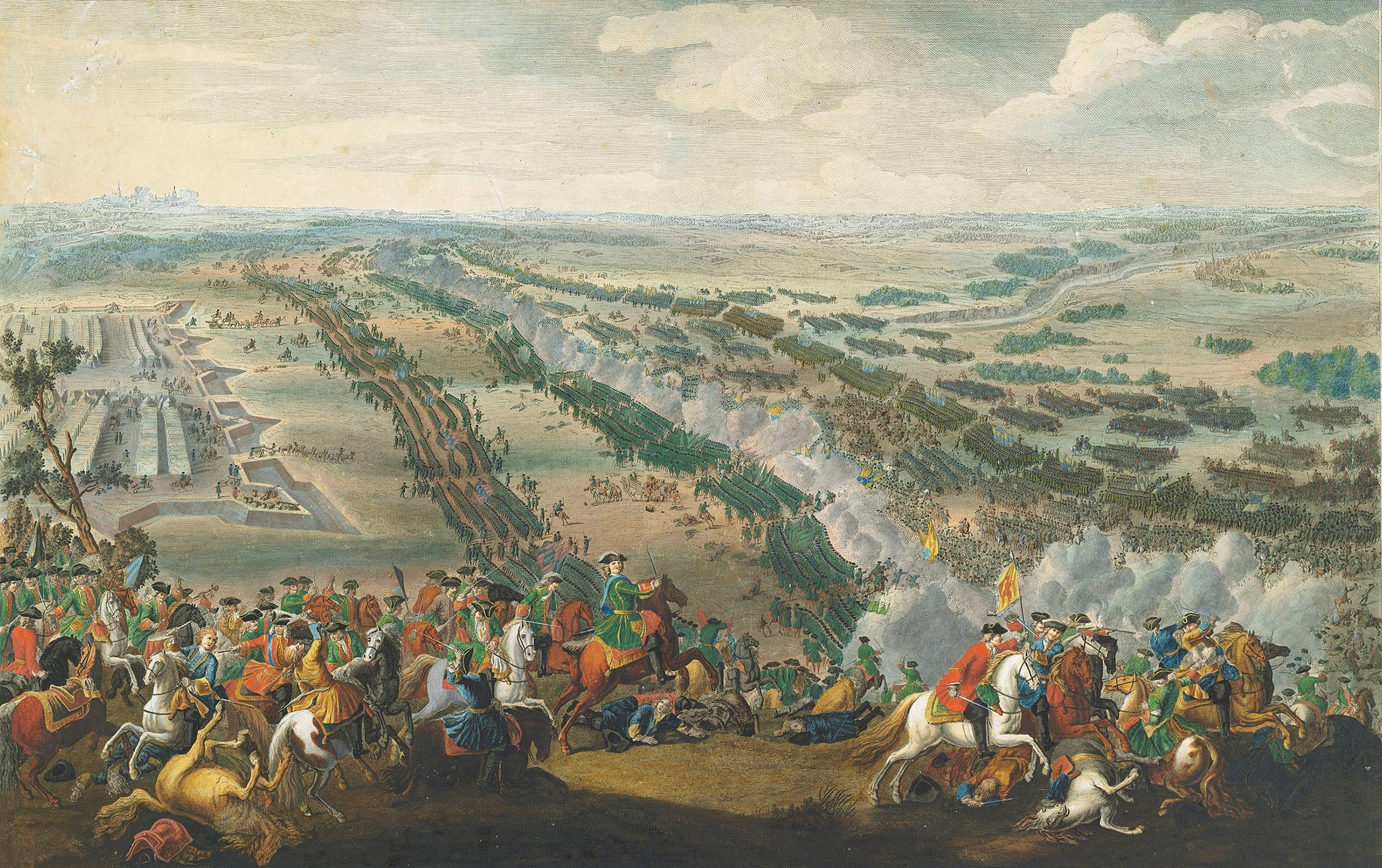
Полтавская битва в 1709 г. В последующие годы после Полтавы Россия заняла все шведские аннексии на Балтийском побережье и даже в Финляндии.

- 7 января — Праздник Трёх королей (Крещение).
- 13 января — День Кнута. В этот день в стране разбирают ёлки, а конфеты из мешочков, украшавших новогоднюю красавицу, раздают детворе. В этот день также завершаются все новогодние гуляния.
- 30 апреля — Вальпургиева ночь. Жители страны празднуют наступление весны. Люди тысячами выходят на улицы, разжигают костры, водят хороводы и слушают весёлые песни в исполнении хоров (чаще всего мужских).
- Мидсоммар — [midsommar] (День Летнего солнцестояния) — Иван Купала по-шведски. Традиционно вечером накануне девушки собирают в поле цветы семи разных видов и кладут их под подушку, тогда приснится суженый.
- 13 декабря — День Святой Люсии. По традиции дети готовят родителям праздничный завтрак — печенье и горячий шоколад, облачившись в нарядные костюмы: мальчики — костюм звездочёта, а девочки — белое платье. Также в этот день утром принято навещать учителей.
- Ночь на рождество — подарки шведский Дед мороз приносит поздно ночью, так как прежде чем их развернуть, нужно уделить немало времени застолью и общению. Рождественский стол — рай для гурманов. Главное блюдо рождественского стола — рождественский окорок в соусе гриль, в который входят горчица и сухарные крошки.

Национальные блюда Швеции — рисовая каша с изюмом, жареный гусь, копчёности, сладкое пиво, печенье, яблочный торт.